# Västfronten (Röda armén)
Västfronten var en front i Röda armén under andra världskriget. Den bildades från Västra militärdistriktet den 22 juni 1941. Den 24 april 1944 delades den upp 2:a vitryska fronten och 3:e vitryska fronten.

## Barbarossa
Den nybildade fronten kom att anfallas av den starkaste av de tre tyska armégrupperna, armégrupp Mitte, denna förfogade över både Panzergruppe 3 och Panzergruppe 2. Den 27 juni möttes de båda pansargrupperna vid Minsk och inringade därmed 3:e armén, 10:e armén, 13:e armén, samt delar av 4:e armén, totalt cirka 20 divisioner.

### Organisation
Frontens organisation den 22 juni 1941:
- 3:e armén
  - 4:e skyttekåren
  - 21:e skyttekåren
  - 11:e mekaniserade kåren
- 4:e armén
  - 28:e skyttekåren
  - 14:e mekaniserade kåren
- 10:e armén
  - 1:a skyttekåren
  - 5:e skyttekåren
  - 6:e kavallerikåren
  - 6:e mekaniserade kåren
  - 13:e mekaniserade kåren

- 13:e armén, endast staben.
- 47:e skyttekåren
- 17:e mekaniserade kåren
- 20:e mekaniserade kåren

## Framför Moskva
Fronten ansvarade för den mest hotade delen av fronten vid Moskva i slutet av september 1941. Strax söder om fronten ansvarade Reservfronten för frontlinjen, denna front hade dock huvuddelen av sina arméer grupperade bakom Västfronten som reserver.

### Organisation
Frontens organisation den 1 oktober 1941:
- 16:e armén
- 19:e armén
- 20:e armén
- 22:a armén
- 29:e armén
- 30:e armén

## Operation Kutuzov
Fronten ansvarade för frontlinjen strax norr om Kurskbågen och deltog inte i försvaret mot den tyska offensiven (Operation Zitadelle) som syftade till att skära av frontutbuktningen. Men efter att den tyska offensiven fångats upp så gick Västfronten till motoffensiv mot den svaga tyska 2. Panzerarmee som skulle försvara Orjolbågen och skydda 9. Arméns flank.

### Organisation
Frontens organisation den 5 juli 1943:
- 50:e armén
- 11:e gardesarmén
- 1:a flygarmén
- Reserver
  - 1:a stridsvagnskåren
  - 5:e stridsvagnskåren